# Ceratinopsidis
Ceratinopsidis é um gênero de aranhas da família Linyphiidae descrito em 1930.